# Iordanovca
Iordanovca è un comune della Moldavia situato nel distretto di Basarabeasca di 930 abitanti al censimento del 2004